# Louis Racine

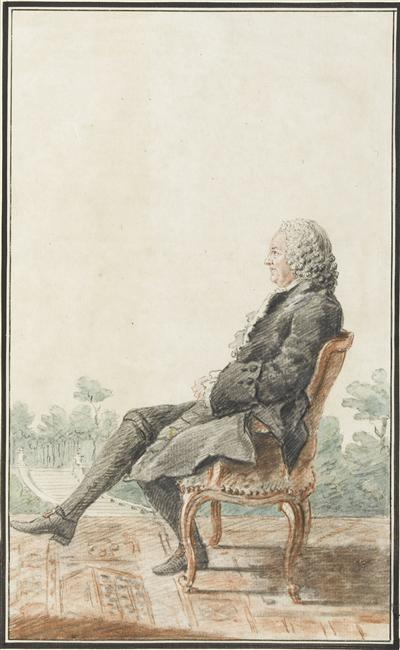
Carmontelle, Ritratto di Louis Racine (Museo Condé, Chantilly)

Louis Racine (Parigi, 6 novembre 1692 – Parigi, 29 gennaio 1763) è stato un poeta e traduttore francese.

## Biografia
Settimo ed ultimo figlio di Jean Racine, rimase orfano di padre a sei anni d'età. Sua madre Cathérine Romanet lo mise nel Collège de Beauvais, allora diretto dallo storico Charles Rollin. Louis Racine si laureò in diritto e intraprese la carriera di avvocato. Attratto particolarmente dalla vita ecclesiastica, entrò nella congregazione dell'Oratorio di Gesù e Maria Immacolata di Francia e vi rimase tre anni. Il giurista e cancelliere di Francia Henri François d'Aguesseau lo accolse nel suo castello a Fresnes, dove Louis Racine compose il poema La Grâce, pubblicato nel 1720.
Nel 1719, grazie alla conoscenza del greco, del latino, dell'ebraico e dell'italiano, fu accolto nella prestigiosa Académie des inscriptions et belles-lettres, fondata nel 1663 da Jean-Baptiste Colbert. Non entrò mai nell'Académie française, poiché il cardinale André-Hercule de Fleury vide un'impronta di giansenismo nel poema La Grâce. Un successivo tentativo fu reso vano.
Nel 1722 Louis Racine entrò nell'amministrazione delle finanze della Provenza, fissò la residenza a Marsiglia, quindi a Lione, dove nel 1728 sposò Marie Presle de L'Écluse. Fu quindi nominato ispettore delle gabelle a Soissons e fece parte della mascalcia di Francia (detta Table de marbre), come preposto alle Eaux et Forêts del ducato di Valois. Nel 1746 lasciò il suo ufficio, tornò a Parigi e si dedicò ad onorare la memoria di suo padre.
Trovava rifugio nello studio, nel raccoglimento, nella meditazione. Nel 1742 pubblicò il poema La Religion. Dopo la morte dell'unico figlio, avvenuta nel 1755, smise di scrivere, si chiuse in un rigido isolamento e si dedicò alla traduzione del Paradiso perduto di John Milton.

## Opere
Le Œuvres di Louis Racine, sono state pubblicate a Parigi, da Julien-Louis Geoffroy nel 1808.
- La Grâce, poema in quattro canti, 1720.
- Épître à M. de Valincourt, 1722.
- Épître au comte de Clermont, 1723.
- Première épître à la duchesse de Noailles, 1723.
  - Ode sur la solitude.
- Comparaison de l'Iphigénie d'Euripide avec l'Iphigénie de Racine, 1727.
- Épître à Mme la duchesse de Noailles sur l'âme des bêtes, 1728.
- Réflexions sur l'Andromaque d'Euripide et l'Andromaque de Racine, 1732.
- Ode sur l'harmonie, 1736.
  - Ode sur la paix.
- La Religion, poema in sei canti, 1742.
- La ville de Paris au Roy, entrant à Paris à son retour de Metz, 1744.
- Réflexions sur la poésie, 1747.
  - De la déclamation théâtrale des anciens.
- Mémoires sur la vie de Jean Racine, 1747 e 1752.
- Le Paradis perdu... traduction nouvelle avec des notes, la vie de l'auteur, un discours sur son poème les remarques d'Addison, et, à l'occasion de ces remarques, un discours sur le poème épique, 1755.